# Singly na prvním místě v roce 1982 (USA)
Jedničky americké hitparády Hot 100 za rok 1982 podle časopisu Billboard.
| Datum vydání | Skladba                         | Interpret                      |
| 2. leden     | Physical                        | Olivia Newton-Johnová          |
| 9. leden     | Physical                        | Olivia Newton-Johnová          |
| 16. leden    | Physical                        | Olivia Newton-Johnová          |
| 23. leden    | Physical                        | Olivia Newton-Johnová          |
| 30. leden    | I Can't Go for That (No Can Do) | Daryl Hall & John Oates        |
| 6. únor      | Centerfold                      | J. Geils Band                  |
| 13. únor     | Centerfold                      | J. Geils Band                  |
| 20. únor     | Centerfold                      | J. Geils Band                  |
| 27. únor     | Centerfold                      | J. Geils Band                  |
| 6. březen    | Centerfold                      | J. Geils Band                  |
| 13. březen   | Centerfold                      | J. Geils Band                  |
| 20. březen   | I Love Rock 'N Roll             | Joan Jett & the Blackhearts    |
| 27. březen   | I Love Rock 'N Roll             | Joan Jett & the Blackhearts    |
| 3. duben     | I Love Rock 'N Roll             | Joan Jett & the Blackhearts    |
| 10. duben    | I Love Rock 'N Roll             | Joan Jett & the Blackhearts    |
| 17. duben    | I Love Rock 'N Roll             | Joan Jett & the Blackhearts    |
| 24. duben    | I Love Rock 'N Roll             | Joan Jett & the Blackhearts    |
| 1. květen    | I Love Rock 'N Roll             | Joan Jett & the Blackhearts    |
| 8. květen    | Chariots of Fire                | Vangelis                       |
| 15. květen   | Ebony and Ivory                 | Paul McCartney & Stevie Wonder |
| 22. květen   | Ebony and Ivory                 | Paul McCartney & Stevie Wonder |
| 29. květen   | Ebony and Ivory                 | Paul McCartney & Stevie Wonder |
| 5. červen    | Ebony and Ivory                 | Paul McCartney & Stevie Wonder |
| 12. červen   | Ebony and Ivory                 | Paul McCartney & Stevie Wonder |
| 19. červen   | Ebony and Ivory                 | Paul McCartney & Stevie Wonder |
| 26. červen   | Ebony and Ivory                 | Paul McCartney & Stevie Wonder |
| 3. červenec  | Don't You Want Me               | Human League                   |
| 10. červenec | Don't You Want Me               | Human League                   |
| 17. červenec | Don't You Want Me               | Human League                   |
| 24. červenec | Eye of the Tiger                | Survivor                       |
| 31. červenec | Eye of the Tiger                | Survivor                       |
| 7. srpen     | Eye of the Tiger                | Survivor                       |
| 14. srpen    | Eye of the Tiger                | Survivor                       |
| 21. srpen    | Eye of the Tiger                | Survivor                       |
| 28. srpen    | Eye of the Tiger                | Survivor                       |
| 4. září      | Abracadabra                     | Steve Miller Band              |
| 11. září     | Hard to Say I'm Sorry           | Chicago                        |
| 18. září     | Hard to Say I'm Sorry           | Chicago                        |
| 25. září     | Abracadabra                     | Steve Miller Band              |
| 2. říjen     | Jack and Diane                  | John Cougar                    |
| 9. říjen     | Jack and Diane                  | John Cougar                    |
| 16. říjen    | Jack and Diane                  | John Cougar                    |
| 23. říjen    | Jack and Diane                  | John Cougar                    |
| 30. říjen    | Who Can It Be Now?              | Men at Work                    |
| 6. listopad  | Up Where We Belong              | Joe Cocker & Jennifer Warnes   |
| 13. listopad | Up Where We Belong              | Joe Cocker & Jennifer Warnes   |
| 20. listopad | Up Where We Belong              | Joe Cocker & Jennifer Warnes   |
| 27. listopad | Truly                           | Lionel Richie                  |
| 4. prosinec  | Truly                           | Lionel Richie                  |
| 11. prosinec | Mickey                          | Toni Basil                     |
| 18. prosinec | Maneater                        | Daryl Hall & John Oates        |
| 25. prosinec | Maneater                        | Daryl Hall & John Oates        |